# Liquido

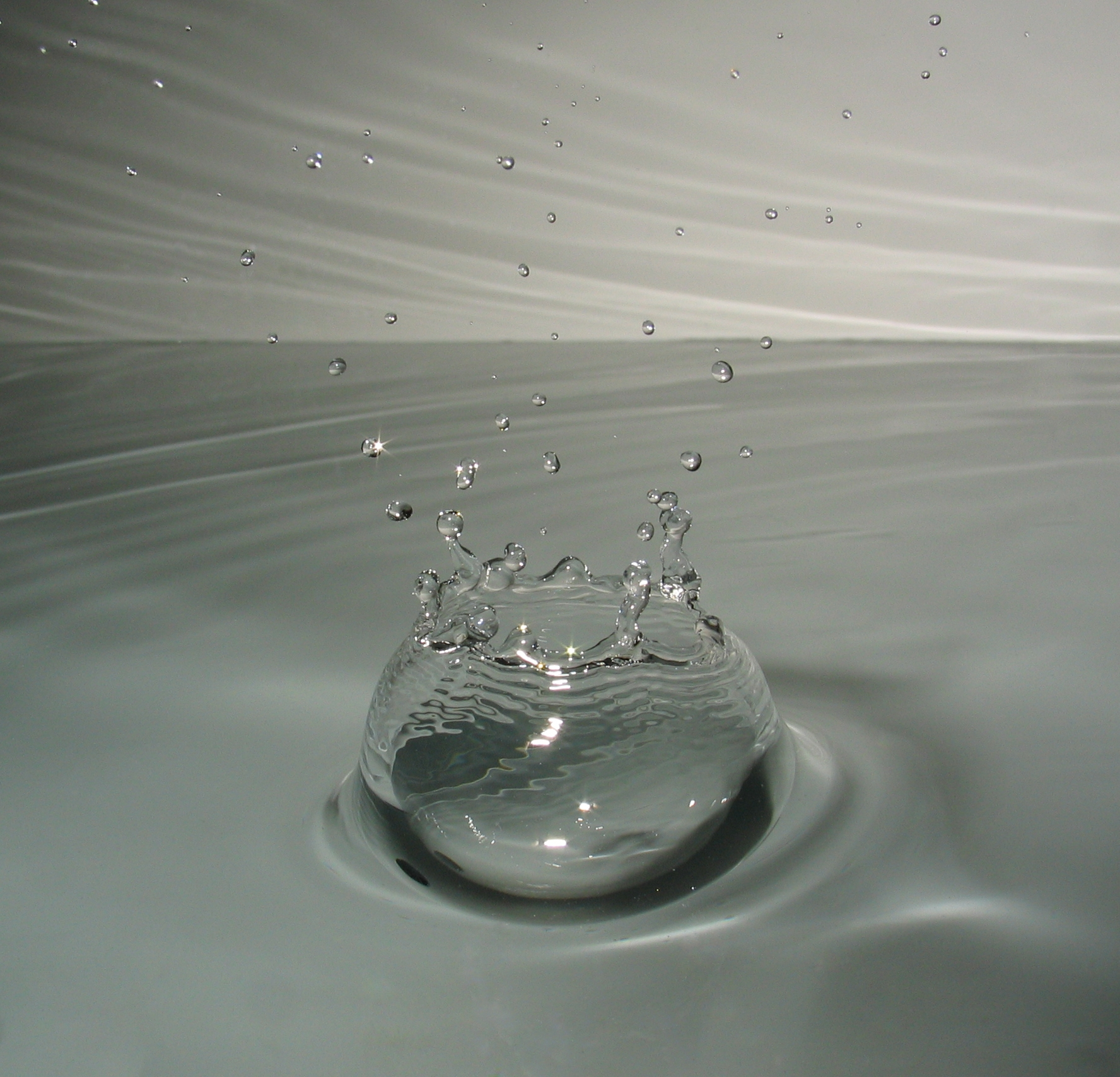

Il liquido è uno degli stati della materia.

## Proprietà
Le sue proprietà principali sono:
- fluidità: un liquido è un fluido che in assenza di forze esterne tra cui quella di gravità, ha una forma sferica. I liquidi, a causa della limitata forza di coesione fra le molecole, sono scorrevoli, cioè fluidi. Si dice quindi che "non hanno forma propria".[1] Ciononostante, non tutti i liquidi sono egualmente fluidi, così si dice che l'etere è più fluido dell'acqua o anche che l'acqua è più viscosa dell'etere.
- elasticità: i liquidi sono molto elastici, cioè si deformano facilmente sotto l'azione di una forza e riprendono immediatamente la forma primitiva appena cessa l'azione della forza deformatrice.
- incomprimibilità: un liquido è un fluido il cui volume è costante a temperatura e pressione costanti;  la comprimibilità dei liquidi è in genere molto bassa, e trascurabile se confrontata a quella dei gas, quindi i liquidi sono considerati incomprimibili. Anche se hanno un coefficiente di comprimibilità che varia in funzione della natura del liquido stesso, alcuni di questi liquidi come l'acqua sono stati testati a pressioni fino a 10 000 bar dando variazioni molto piccole, invece altri come gli idrocarburi hanno sensibili variazioni con pressioni di 100 bar.

Generalmente, una sostanza allo stato liquido è meno densa che allo stato solido, ma un'importante eccezione è costituita dall'acqua.

## Caratteristiche

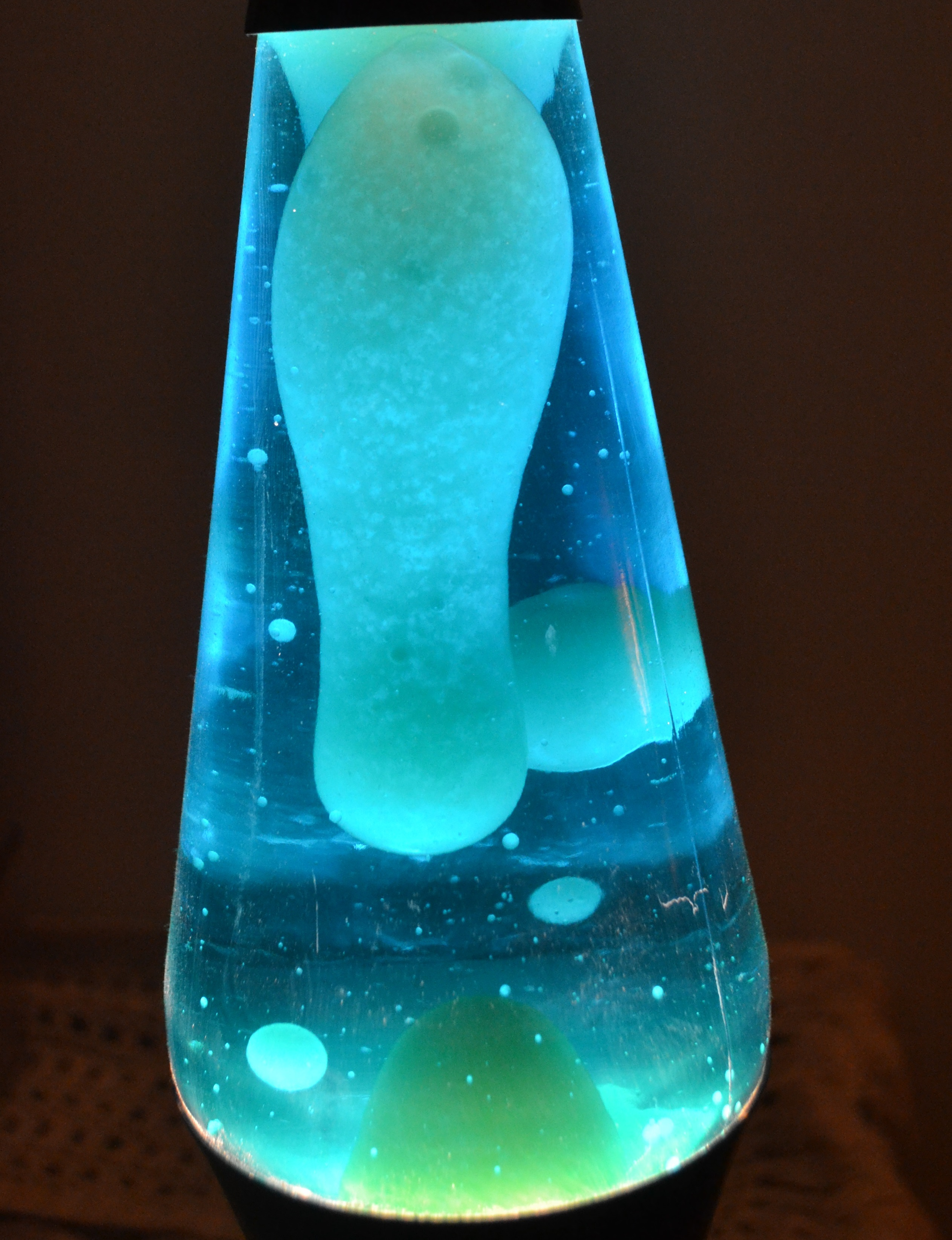
Una lampada a lava contiene due liquidi immiscibili (una cera fusa e una soluzione acquosa) che creano movimento per convezione. Oltre alla superficie superiore, si formano anche superfici tra i liquidi, richiedendo un interruttore di tensione per ricombinare le gocce di cera sul fondo.

Le molecole o atomi che costituiscono il liquido interagiscono fra loro, sebbene non fortemente come nel solido. Non sono fra loro in posizioni fisse ma "scorrono" gli uni sugli altri, sebbene si ipotizzi l'esistenza di cluster o gabbie relativamente stabili, in liquidi dai forti legami intermolecolari come l'acqua.
I liquidi si distinguono in:
- volatili (ad esempio il benzene o il bromo), dove i legami fra le molecole costituenti il liquido sono deboli
- non volatili (come il mercurio), dove i legami fra le molecole costituenti il liquido sono forti

In un campo gravitazionale costante, come approssimativamente accade sulla superficie terrestre, la pressione in un liquido fermo è pari a
{\displaystyle p=p_{0}+\rho gz\,\!}
dove {\displaystyle \rho } è la densità del liquido (che si suppone uniforme) e {\displaystyle z} è la profondità del punto considerato, {\displaystyle p_{0}} la pressione alla superficie libera e {\displaystyle g} l'accelerazione di gravità.

## Applicazioni

### Lubrificazione
I liquidi sono utili come lubrificante a causa della loro capacità di formare uno strato sottile e liberamente scorrevole tra materiali solidi. Lubrificanti come l'olio vengono scelti per la viscosità e le caratteristiche di flusso che sono adatte a tutto l'intervallo di temperatura operativa del componente. Gli oli sono spesso utilizzati nei motori, nelle scatole del cambio, nell'lavorazione dei metalli e nei sistemi idraulici per le loro buone proprietà di lubrificazione.

### Solvatazione
Molti liquidi vengono utilizzati come solventi, per sciogliere altri liquidi o solidi. Soluzioni si trovano in una vasta gamma di applicazioni, tra cui vernici, sigillanti e adesivi. Nafta e acetone sono spesso utilizzati nell'industria per pulire olio, grasso e catrame da parti e macchinari. I fluidi corporei sono soluzioni a base d'acqua.
Surfattante sono comunemente presenti in saponi e detersivi. Solventi come l'alcol vengono spesso utilizzati come antimicrobicos. Si trovano in cosmetici, inchiostri e laser a coloranti liquidi. Sono utilizzati nell'industria alimentare, in processi come l'estrazione di olio vegetale.

### Raffreddamento
I liquidi tendono ad avere una migliore conduttività termica rispetto ai gas e la capacità di fluire rende un liquido adatto per rimuovere il calore in eccesso dai componenti meccanici. Il calore può essere rimosso convogliando il liquido attraverso uno scambiatore di calore, come un radiatore, oppure il calore può essere rimosso con il liquido durante l'evaporazione. Refrigeranti a base di acqua o glicole vengono utilizzati per evitare il surriscaldamento dei motori. I refrigeranti utilizzati nei reattore nucleare includono acqua o metalli liquidi, come il sodio o il bismuto.
Film di propellente liquido vengono utilizzati per raffreddare le camere di spinta dei razzoi. Nella lavorazione, acqua e oli vengono utilizzati per rimuovere il calore in eccesso generato, il che può rovinare rapidamente sia il pezzo di lavoro che gli utensili. Durante la sudorazione, il sudore rimuove il calore dal corpo umano per evaporazione. Nell'industria dell'riscaldamento, ventilazione e condizionamento dell'aria (HVAC), liquidi come l'acqua vengono utilizzati per trasferire il calore da un'area all'altra.

### Cottura
I liquidi sono spesso utilizzati in cucina grazie alle loro eccellenti capacità di trasferimento del calore. Oltre alla conduzione termica, i liquidi trasmettono energia per convezione. In particolare, poiché i fluidi più caldi si espandono e si alzano mentre le aree più fredde si contraggono e affondano, i liquidi con bassa viscosità cinematica tendono a trasferire il calore attraverso la convezione a una temperatura abbastanza costante, rendendo il liquido adatto per sbianchire, ebollizione o frittura. Ancor più elevate velocità di trasferimento di calore possono essere raggiunte mediante la condensazione di un gas in un liquido. Al punto di ebollizione del liquido, tutta l'energia termica è utilizzata per causare il cambiamento di fase da liquido a gas, senza un aumento concomitante della temperatura, ed è immagazzinata come energia potenziale chimica. Quando il gas si condensa nuovamente in un liquido, questa energia termica in eccesso viene rilasciata a una temperatura costante. Questo fenomeno è utilizzato in processi come la vaporizzazione.

### Distillazione
Poiché i liquidi spesso hanno diversi punti di ebollizione, miscele o soluzioni di liquidi o gas possono essere generalmente separate mediante distillazione, utilizzando calore, freddo, vuoto, pressione o altri mezzi. La distillazione può essere trovata in tutto, dalla produzione di bevande alcoliche, alle raffinerie del petrolio, alla distillazione criogenica di gas come argon, ossigeno, azoto, neon o xeno per liquefazione (raffreddandoli al di sotto dei rispettivi punti di ebollizione).

### Idraulica
Il liquido è il componente principale dei sistemi idraulici, che sfruttano il principio di Pascal per fornire potenza fluida. Dispositivi come pompa e ruote idrauliche sono stati utilizzati fin dai tempi antichi per trasformare il movimento del liquido in lavoro meccanico. Gli oli sono spinti attraverso pompe idrauliche, che trasmettono questa forza ai cylinderi idraulici. L'idraulica si trova in molte applicazioni, come freni automobilistici e trasmissioni, macchinari pesanti e sistemi di controllo degli aeroplani. Vari presse idrauliche sono ampiamente utilizzate nella riparazione e nella produzione, per sollevare, premere, stringere e formare.

### Metalli liquidi
I metalli liquidi presentano diverse proprietà utili nella sensoristica e nell'attuazione, in particolare la loro conduttività elettrica e la capacità di trasmettere forze (incompressibilità). Come sostanze a flusso libero, i metalli liquidi mantengono queste proprietà anche sotto deformazione estrema. Per questo motivo, sono stati proposti per l'uso in robot flessibili e dispositivi sanitari indossabili, che devono essere in grado di funzionare sotto deformazioni ripetute. Il metallo gallio è considerato un candidato promettente per queste applicazioni in quanto è liquido a temperatura ambiente, ha bassa tossicità ed evaporazione lenta.

### Varie
I liquidi vengono talvolta utilizzati in dispositivi di misurazione. Un termometro spesso utilizza l'espansione termica dei liquidi, come il mercurio, combinata con la loro capacità di fluire per indicare la temperatura. Un manometro utilizza il peso del liquido per indicare la pressione dell'aria.
La superficie libera di un liquido in rotazione forma un paraboloide circolare e può quindi essere utilizzata come telescopio. Questi sono noti come telescopi a specchio liquido. Sono significativamente più economici rispetto ai telescopi convenzionali, ma possono solo puntare dritto verso l'alto (telescopio al zenit). Una scelta comune per il liquido è il mercurio.